# Taxcantla
Taxcantla är en ort i Mexiko.   Den ligger i kommunen Tetela de Ocampo och delstaten Puebla, i den sydöstra delen av landet, 160 km öster om huvudstaden Mexico City. Taxcantla ligger 1 817 meter över havet och antalet invånare är 121.
Terrängen runt Taxcantla är kuperad åt sydost, men åt nordväst är den bergig. Taxcantla ligger nere i en dal. Runt Taxcantla är det ganska tätbefolkat, med 75 invånare per kvadratkilometer. Närmaste större samhälle är Xochiapulco, 3,4 km öster om Taxcantla. I omgivningarna runt Taxcantla växer huvudsakligen savannskog.